# Richard van der Spek
Richard van der Spek (Den Haag, 15 januari 1946 - 20 februari 2014) was een Nederlands kunstschilder.

## Levensloop
Van der Spek begon op achtjarige leeftijd met olieverf te schilderen. Hij deed zijn kunststudies aan de Koninklijke Academie voor Beeldende Kunsten in Den Haag waar hij in 1968 cum laude afstudeerde.
Van der Spek is altijd overtuigd figuratief blijven schilderen. Hij schilderde portretten, thema's uit muziek en literatuur en gefingeerde scènes uit het dagelijks leven met een parodiërende of sociaal-kritische ondertoon. Zo was zijn schilderij "B.K.R. Syndroom" een felle kritiek op het morrelen aan de Beeldende Kunstenaars Regeling. Zijn daarin gebruikte symboliek, die verwees naar het nazi-tijdperk, werd hem niet in dank afgenomen.
Van der Spek realiseerde ook enkele muurschilderingen, o.a. Basisschool aan de Meidoornstraat, school aan het Tesselsplein, Montessorischool aan de Wouwermanstraat, school aan de Koningin Emmakade en in het restaurant "Trias", alle in Den Haag.
In het thema muziek en literatuur creëerde hij schilderijenreeksen rond "De Lof der Zotheid" en "Tijl Uilenspiegel" (Erasmus),  "Eight Songs for a Mad King" (Peter Maxwell Davies), de "Altenberg Lieder" (Alban Berg), de opera's "Lulu" en "Wozzeck" van dezelfde componist en rond de tetralogie "Der Ring des Nibelungen" van Richard Wagner. Een suite rond "Pierrot Lunaire" van Arnold Schönberg bleef onvoltooid bij zijn overlijden.

## Musea
- Den Haag, Gemeentemuseum
- Oostende, Mu.ZEE

## Tentoonstellingen
- 1973, Den Haag, Haagse Kunstkring
- 1973, Den Haag, Gemeentemuseum[2]
- 1975, Nederlands Congresgebouw
- 1975, Den Haag, Haagse Kunstkring
- 1977, Noordwijkerhout, Congresgebouw
- 1981, Den Haag, Haagse Kunstkring[3]
- 1983, Den Haag, Gemeentemuseum
- 1983, Scheveningen, Circustheater
- 1985, Oostende, Museum voor Schone Kunsten
- 1985, Den Haag, Haagse Kunstkring
- 1994, Den Haag, Pulchri Studio
- 2000, Den Haag, Haagse Kunstkring[4]
- 2004, Den Haag, Pulchri Studio[5]
- 2004-2005, Oostende, Museum voor Schone Kunsten
- 2006, Den Haag, Haagse Kunstkring